# 1941年の相撲
1941年の相撲（1941ねんのすもう）は、1941年の相撲関係のできごとについて述べる。
1940年-1941年-1942年

## できごと
- 1月、新大関・安藝ノ海、五ツ嶋が誕生（同時昇進）。横綱一代年寄制度創設（1942年5月廃止、1957年復活）。

## 本場所
- 1月場所
  - 幕内最高優勝：双葉山定次（立浪部屋）  - 14勝1敗（2場所ぶり8回目）[1]
- 5月場所
  - 幕内最高優勝：羽黒山政司（立浪部屋） - 14勝1敗（初優勝）[1]

## 誕生
- 1月9日 - 龍虎勢朋（最高位：小結、所属：花籠部屋、+ 2014年【平成26年】）[2]
- 2月10日 - 34代式守伊之助（元・立行司、所属：花籠部屋→放駒部屋→二子山部屋→貴乃花部屋、+ 2022年【令和4年】）[3][4]
- 2月13日 - 31代木村庄之助（元・立行司、所属：出羽海部屋）[3]
- 2月15日 - 三山貞次（最高位：十両5枚目、所属：立浪部屋）
- 3月1日 - 若浪順（最高位：小結、所属：立浪部屋、+ 2007年【平成19年】）[5]
- 3月3日 - 木村一童（元・三役格行司、所属：春日野部屋→北の湖部屋）[6]
- 5月5日 - 若乃洲敏弥（最高位：前頭5枚目、所属：花籠部屋、+ 1984年【昭和59年】）[7]
- 6月18日 - 沢光幸夫（最高位：小結、所属：時津風部屋）[8]
- 6月20日 - 朝岡勲（最高位：前頭10枚目、所属：高砂部屋、+ 2006年【平成18年】）[9]
- 6月23日 - 朝風新一郎（最高位：十両2枚目、所属：佐渡ヶ嶽部屋）
- 8月1日 - 玉嵐孝平（最高位：前頭4枚目、所属：二所ノ関部屋→片男波部屋、+ 1993年【平成5年】）[10]
- 8月1日 - 昭光徳昭（最高位：十両3枚目、所属：出羽海部屋）
- 8月13日 - 牧本英輔（最高位：前頭12枚目、所属：時津風部屋、+ 2025年【令和7年】）[11][12]
- 8月13日 - 青ノ海勇三（最高位：十両6枚目、所属：高嶋部屋→友綱部屋、+ 1994年【平成6年】）
- 9月4日 - 江戸響博昭（最高位：十両筆頭、所属：立浪部屋）
- 9月24日 - 花筏健（最高位：十両17枚目、所属：立浪部屋）
- 10月26日 - 照の花謙二（最高位：十両6枚目、所属：荒磯部屋→伊勢ヶ濱部屋）
- 11月16日 - 魁罡功（最高位：前頭5枚目、所属：花籠部屋→二子山部屋）[13]
- 11月18日 - 天地山人（最高位：十両12枚目、所属：立浪部屋）
- 11月20日 - 清國勝雄（最高位：大関、所属：荒磯部屋→伊勢ヶ濱部屋）[8]
- 12月3日 - 上潮智也（最高位：十両2枚目、所属：高砂部屋）

## 死去
- 4月3日 - 太刀山峯右エ門（第22代横綱、所属：友綱部屋、* 1877年【明治10年】）[14]
- 4月20日 - 鏡川正光（最高位：前頭2枚目、所属：友綱部屋、* 1879年【明治12年】）[15]
- 5月13日 - 大錦卯一郎（第26代横綱、所属：出羽海部屋、* 1891年【明治24年】）[16]
- 9月13日 - 玉手山七郎（最高位：関脇、所属：大嶽部屋→雷部屋、* 1887年【明治20年】）[17]
- 11月12日 - 若湊義正（最高位：小結、所属：高砂部屋、* 1888年【明治21年】）[18]
- 11月24日 - 光風貞太郎（最高位：小結、所属：待乳山部屋→出羽海部屋、* 1894年【明治27年】）[19]